# Litoria fallax
Ếch cây lùn phía đông, tên khoa học Litoria fallax, là một loài ếch thuộc họ Pelodryadidae. Nó là loài đặc hữu của Úc, chúng được tìm thấy ở bờ biển đông Úc, từ quanh Cairns, Queensland đến quanh Ulladulla, New South Wales. Con cái dài tối đa 25–30 mm còn con đực dài 20 mm. Màu sắc của chúng thay đổi phụ thuộc và nhiệt độ và màu sắc môi trường xung quanh. Môi trường sinh sống của chúng gồm các đầm lầy ven biển, đầm phá, đập, ao hồ trong rừng, vùng đất nghèo dinh dưỡng, wallum và đất canh tác.

## Kích thước
Nó dài từ 15–25 mm; nòng nọc lớn hơn ếch trưởng thành, với kích thước 30 mm.

## Sinh sản

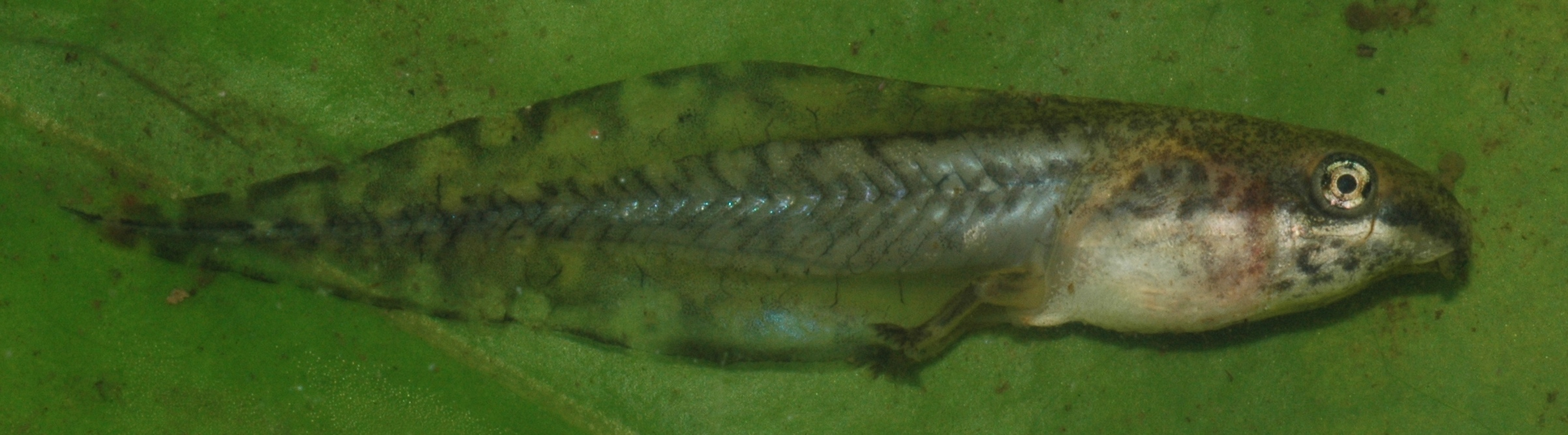
Nòng nọc Litoria fallax

Sinh sản xảy ra ở các ao nhỏ hoặc đập, trong đó có lau sậy rộng rãi hoặc các thảm thực vật nổi. Loài này thường sẽ sinh sản trong nước tạm thời. Cuộc gọi của nó là một đoạn ngắn, cao vút, WR-ee-ek ip-ip, lặp đi lặp lại ba hoặc bốn lần. Chúng phát ra các cuộc gọi từ một túi thanh nhạc dưới hàm. Con đực gọi trong suốt mùa xuân và mùa hè mùa, thường trước và sau khi mưa lớn.

## Như một con vật cưng
Tại Úc, nó có thể được giữ trong điều kiện nuôi nhốt với giấy phép thích hợp.